# Aline Gouget
Aline Gouget Morin (1977) é uma matemática e criptógrafa francesa, cujo trabalho inclui contribuições ao projeto da cifra de fluxo SOSEMANUK e o algoritmo hash Shabal, e métodos para moeda digital anonimizada. É pesquisadora da Gemalto, uma companhia internacional de segurança digital.

## Formação
Gouget obteve um doutorado em 2004 na Universidade de Caen Normandia, com a tese Etude de propriétés cryptographiques des fonctions booléennes et algorithme de confusion pour le chiffrement symétrique, orientada por Claude Carlet.

## Reconhecimento
Em 2017 Gouget recebeu o Prêmio Irène Joliot-Curie na categoria Mulher em Negócios e Tecnologia.